# جروم استورم
جروم استورم (انگلیسی: Jerome Storm؛ ۱۱ نوامبر ۱۸۹۰ – ۱۰ ژوئیه ۱۹۵۸) یک کارگردان اهل ایالات متحده آمریکا بود.

## فیلم‌شناسی
از فیلم‌ها یا برنامه‌های تلویزیونی که وی در آن نقش داشته است، می‌توان به مسیر الماس، مزرعه رنگین‌کمان، شکوه صبح، و ناگهان عمه آمد، تمدن، رَگِـدی رُز و بو ژست اشاره کرد.